# Sportgemeinschaft Essen-Schönebeck 19/68 2022-2023
Questa voce raccoglie le informazioni riguardanti lo Sportgemeinschaft Essen-Schönebeck 19/68 nelle competizioni ufficiali della stagione 2022-2023.

## Divise e sponsor
Lo sponsor principale era Die Wohnkompanie, mentre lo sponsor tecnico, fornitore delle tenute, era Puma.
|  | Casa | Trasferta |

## Organigramma societario
Tratto dal sito societario:
Area tecnica
- Allenatore: Markus Högner
- Co allenatore: Kirsten Schlosser
- Allenatore in seconda: Petja Kaslack
- Preparatore dei portieri: Jörg Vesper
- Speed-Trainer: Erskine Baker

## Rosa
Rosa, ruoli e numeri di maglia come da sito societario e sito Federcalcio tedesca.
| N. |                        | Ruolo | Calciatrice      |
| -- | ---------------------- | ----- | ---------------- |
| 1  | Germania (bandiera)    | P     | Kim Sindermann   |
| 3  | Svizzera (bandiera)    | D     | Ella Touon       |
| 4  | Germania (bandiera)    | D     | Nina Räcke       |
| 5  | Inghilterra (bandiera) | A     | Maria Edwards    |
| 6  | Germania (bandiera)    | C     | Katharina Piljic |
| 7  | Germania (bandiera)    | C     | Antonia Baaß     |
| 8  | Germania (bandiera)    | C     | Lily Reimöller   |
| 9  | Germania (bandiera)    | A     | Ramona Maier     |
| 10 | Germania (bandiera)    | C     | Natasha Kowalski |
| 11 | Germania (bandiera)    | A     | Laureta Elmazi   |
| 12 | Germania (bandiera)    | P     | Sofia Winkler    |
| 13 | Germania (bandiera)    | A     | Maike Berentzen  |
| 14 | Germania (bandiera)    | C     | Emely Joester    |

| N. |                        | Ruolo | Calciatrice        |
| -- | ---------------------- | ----- | ------------------ |
| 15 | Germania (bandiera)    | D     | Laura Pucks        |
| 16 | Germania (bandiera)    | D     | Jacqueline Klasen  |
| 17 | Germania (bandiera)    | C     | Annalena Rieke     |
| 18 | Germania (bandiera)    | D     | Lena Ostermeier    |
| 19 | Germania (bandiera)    | A     | Beke Sterner       |
| 20 | Paesi Bassi (bandiera) | D     | Elze Huls          |
| 21 | Germania (bandiera)    | C     | Anja Pfluger       |
| 22 | Germania (bandiera)    | A     | Felicitas Kockmann |
| 23 | Germania (bandiera)    | C     | Julia Debitzki     |
| 24 | Germania (bandiera)    | P     | Josefine Osigus    |
| 25 | Germania (bandiera)    | A     | Vivien Endemann    |
| 27 | Germania (bandiera)    | P     | Aline Allmann      |
| 29 | Germania (bandiera)    | D     | Miriam Hils        |

## Calciomercato

### Sessione estiva
| Acquisti | Acquisti         | Acquisti     | Acquisti   |
| R.       | Nome             | da           | Modalità   |
| -------- | ---------------- | ------------ | ---------- |
| P        | Aline Allmann    | Saarbrücken  | definitivo |
| D        | Elze Huls        | Heerenveen   | definitivo |
| C        | Anja Pfluger     | Colonia      | definitivo |
| A        | Natasha Kowalski | Wolfsburg II | definitivo |
| A        | Ramona Maier     | Ingolstadt   | definitivo |
| A        | Annalena Rieke   | Gütersloh    | definitivo |

| Cessioni | Cessioni          | Cessioni              | Cessioni                       |
| R.       | Nome              | a                     | Modalità                       |
| -------- | ----------------- | --------------------- | ------------------------------ |
| P        | Meike Kämper      | SGS Essen II          | aggregata alla squadra riserve |
| D        | Selina Ostermeier | Bayer Leverkusen      | definitivo                     |
| C        | Elisa Senß        | Bayer Leverkusen      | definitivo                     |
| A        | Jill Baijings     | Bayer Leverkusen      | definitivo                     |
| A        | Carlotta Wamser   | Eintracht Francoforte | definitivo                     |

## Risultati

### Frauen-Bundesliga

#### Girone di andata
| Arbitro: | Derlin (Bad Schwartau) |

|                                     |           |  |
| Pajor 14’, 70’ Popp 40’ Waßmuth 43’ | Marcatori |  |

| Arbitro: | Heimann (Gladbeck) |

|              |           |  |
| Kockmann 72’ | Marcatori |  |

| Arbitro: | Lutz (Poppenhausen) |

|                                         |           |                              |
| Fölmli 8’ Minge 18’, 23’, 36’ Zicai 42’ | Marcatori | 62’ Baaß 78’ (rig.) Endemann |

| Arbitro: | Derlin (Bad Schwartau) |

|  |           |                                         |
|  | Marcatori | 3’ Küver 39’ Pawollek 62’, 79’ Martinez |

| Arbitro: | Schwermer (Ballenstedt) |

|                          |           |                                                  |
| Piljic 16’ Berentzen 63’ | Marcatori | 14’ Hickelsberger-Füller 45+1’ Memeti 88’ Corley |

| Arbitro: | Heimann (Gladbeck) |

|                                                         |           |  |
| Siems 41’, 43’ Arfaoui 50’ Emmerling 54’ Kögel 67’, 71’ | Marcatori |  |

| Arbitro: | Duske (Leverkusen) |

|                        |           |                |
| Maier 11’ Endemann 50’ | Marcatori | 68’ Wiankowska |

| Arbitro: | Wacker (Lehrensteinsfeld) |

|                     |           |  |
| Magull 28’ Kett 90’ | Marcatori |  |

| Essen 4 dicembre 2022, ore 16:00 CET 9ª giornata | SGS Essen              | 0 – 0 referto | Werder Brema | Stadion an der Hafenstraße (1 017 spett.)\| Arbitro: \| Hussein (Bad Harzburg) \| |
| Arbitro:                                         | Hussein (Bad Harzburg) |               |              |                                                                                   |

| Arbitro: | Heimann (Gladbeck) |

|  |           |                                                                   |
|  | Marcatori | 12’ Debitzki 68’, 88’ Endemann 72’ Kowalski 73’ Maier 81’ Edwards |

| Arbitro: | Kost (Holzwickede) |

|                                               |           |  |
| Maier 29’ Sterner 39’ Endemann 64’ Piljic 75’ | Marcatori |  |

#### Girone di ritorno
| Arbitro: | Breier (Zerf) |

|  |           |                                      |
|  | Marcatori | 68’ Popp 75’ Jónsdóttir 87’ Hegering |

| Arbitro: | Duske (Leverkusen) |

|             |           |             |
| Margraf 27’ | Marcatori | 51’ Sterner |

| Arbitro: | Wildfeuer (Lubecca) |

|                |           |              |
| Maier 47’, 57’ | Marcatori | 62’ Steinert |

| Arbitro: | Söder (Norimberga) |

|                                              |           |              |
| Prašnikar 15’, 51’ Freigang 25’ Martinez 86’ | Marcatori | 50’ Debitzki |

| Arbitro: | Heimann (Gladbeck) |

|                        |           |  |
| Kössler 25’ Memeti 60’ | Marcatori |  |

| Essen 15 aprile 2023, ore 13:00 CEST 17ª giornata | SGS Essen          | 0 – 0 referto | Bayer Leverkusen | Stadion an der Hafenstraße (1 127 spett.)\| Arbitro: \| Boike (Altenstadt) \| |
| Arbitro:                                          | Boike (Altenstadt) |               |                  |                                                                               |

| Arbitro: | Michel (Magonza) |

|  |           |           |
|  | Marcatori | 72’ Maier |

| Arbitro: | Heidenreich (Bad Schwartau) |

|              |           |                         |
| Kowalski 61’ | Marcatori | 36’ Schüller 39’ Magull |

| Arbitro: | Lutz (Poppenhausen) |

|                                           |           |                      |
| Touon 44’ (aut.) Lührßen 76’ Hausicke 87’ | Marcatori | 41’ Elmazi 60’ Maier |

| Essen 21 maggio 2023, ore 16:00 CEST 21ª giornata | SGS Essen          | 0 – 0 referto | MSV Duisburg | Stadion an der Hafenstraße (2 947 spett.)\| Arbitro: \| Duske (Leverkusen) \| |
| Arbitro:                                          | Duske (Leverkusen) |               |              |                                                                               |

| Arbitro: | Heimann (Gladbeck) |

|              |           |           |
| Islacker 54’ | Marcatori | 19’ Maier |

### DFB-Pokal der Frauen
| Arbitro: | Böhm (Barendorf) |

|             |           |                                                       |
| Böttjer 20’ | Marcatori | 14’, 60’ Endemann 38’, 48’ Pfluger 47’, 64’ Berentzen |

| Arbitro: | Rafalski (Baunatal) |

|                     |           |  |
| Endemann 73’ (rig.) | Marcatori |  |

| Arbitro: | Michel (Magonza) |

|                                                           |           |           |
| Fudalla 9’, 78’ Dešić 12’ Rackow 20’ Kaiser 36’ Mauly 86’ | Marcatori | 52’ Maier |

## Statistiche

### Statistiche di squadra
| Competizione         | Punti | In casa | In casa | In casa | In casa | In casa | In casa | In trasferta | In trasferta | In trasferta | In trasferta | In trasferta | In trasferta | Totale | Totale | Totale | Totale | Totale | Totale | DR  |
| Competizione         | Punti | G       | V       | N       | P       | Gf      | Gs      | G            | V            | N            | P            | Gf           | Gs           | G      | V      | N      | P      | Gf     | Gs     | DR  |
| -------------------- | ----- | ------- | ------- | ------- | ------- | ------- | ------- | ------------ | ------------ | ------------ | ------------ | ------------ | ------------ | ------ | ------ | ------ | ------ | ------ | ------ | --- |
| Frauen-Bundesliga    | 23    | 11      | 4       | 3       | 4       | 12      | 14      | 11           | 2            | 2            | 7            | 14           | 28           | 22     | 6      | 5      | 11     | 26     | 42     | -16 |
| DFB-Pokal der Frauen | -     | 1       | 1       | 0       | 0       | 1       | 0       | 2            | 1            | 0            | 1            | 7            | 7            | 3      | 2      | 0      | 1      | 8      | 7      | +1  |
| Totale               | -     | 12      | 1       | 3       | 4       | 13      | 14      | 13           | 3            | 2            | 8            | 21           | 35           | 25     | 7      | 5      | 12     | 34     | 49     | -15 |

### Andamento in campionato
| Giornata  | 1  | 2 | 3 | 4  | 5  | 6  | 7  | 8  | 9  | 10 | 11 | 12 | 13 | 14 | 15 | 16 | 17 | 18 | 19 | 20 | 21 | 22 |
| --------- | -- | - | - | -- | -- | -- | -- | -- | -- | -- | -- | -- | -- | -- | -- | -- | -- | -- | -- | -- | -- | -- |
| Luogo     | T  | C | T | C  | C  | T  | C  | T  | C  | T  | C  | C  | T  | C  | T  | T  | C  | T  | C  | T  | C  | T  |
| Risultato | P  | V | P | P  | P  | P  | V  | P  | N  | V  | V  | P  | N  | V  | P  | P  | N  | V  | P  | P  | N  | N  |
| Posizione | 12 | 8 | 9 | 10 | 10 | 10 | 10 | 10 | 10 | 9  | 6  | 7  | 7  | 6  | 7  | 7  | 7  | 7  | 7  | 7  | 7  | 7  |

Legenda:

Luogo: C = Casa; T = Trasferta. Risultato: V = Vittoria; N = Pareggio; P = Sconfitta.

### Statistiche delle giocatrici
| Giocatore     | Frauen-Bundesliga | Frauen-Bundesliga | Frauen-Bundesliga | Frauen-Bundesliga | DFB-Pokal der Frauen | DFB-Pokal der Frauen | DFB-Pokal der Frauen | DFB-Pokal der Frauen | Totale   | Totale | Totale      | Totale     |
| Giocatore     | Presenze          | Reti              | Ammonizioni       | Espulsioni        | Presenze             | Reti                 | Ammonizioni          | Espulsioni           | Presenze | Reti   | Ammonizioni | Espulsioni |
| ------------- | ----------------- | ----------------- | ----------------- | ----------------- | -------------------- | -------------------- | -------------------- | -------------------- | -------- | ------ | ----------- | ---------- |
| A. Allmann    | 0                 | 0                 | 0                 | 0                 | 0                    | 0                    | 0                    | 0                    | 0        | 0      | 0           | 0          |
| A. Baaß       | 18                | 1                 | 0                 | 0                 | 3                    | 0                    | 0                    | 0                    | 21       | 1      | 0           | 0          |
| M. Berentzen  | 22                | 1                 | 0                 | 0                 | 3                    | 2                    | 0                    | 0                    | 25       | 3      | 0           | 0          |
| J. Debitzki   | 14                | 2                 | 0                 | 0                 | 1                    | 0                    | 0                    | 0                    | 15       | 2      | 0           | 0          |
| M. Edwards    | 14                | 1                 | 2                 | 0                 | 3                    | 0                    | 0                    | 0                    | 17       | 1      | 2           | 0          |
| L. Elmazi     | 18                | 1                 | 1                 | 0                 | 2                    | 0                    | 0                    | 0                    | 20       | 1      | 1           | 0          |
| V. Endemann   | 22                | 5                 | 1                 | 0                 | 2                    | 0                    | 0                    | 0                    | 24       | 5      | 1           | 0          |
| M. Hils       | 4                 | 0                 | 0                 | 0                 | 1                    | 0                    | 0                    | 0                    | 5        | 0      | 0           | 0          |
| E. Huls       | -                 | -                 | -                 | -                 | -                    | -                    | -                    | -                    | -        | -      | -           | -          |
| E. Joester    | 0                 | 0                 | 0                 | 0                 | 0                    | 0                    | 0                    | 0                    | 0        | 0      | 0           | 0          |
| F.F. Kockmann | 2                 | 0                 | 1                 | 0                 | 1                    | 0                    | 0                    | 0                    | 3        | 0      | 1           | 0          |
| N. Kowalski   | 22                | 2                 | 0                 | 0                 | 3                    | 0                    | 0                    | 0                    | 25       | 2      | 0           | 0          |
| R. Maier      | 20                | 8                 | 5                 | 0                 | 3                    | 1                    | 0                    | 0                    | 23       | 9      | 5           | 0          |
| J. Meißner    | 18                | 0                 | 0                 | 1                 | 3                    | 0                    | 0                    | 0                    | 21       | 0      | 0           | 1          |
| J. Osigus     | 0                 | 0                 | 0                 | 0                 | -                    | -                    | -                    | -                    | 0        | 0      | 0           | 0          |
| L. Ostermeier | 22                | 0                 | 1                 | 0                 | 3                    | 0                    | 0                    | 0                    | 25       | 0      | 1           | 0          |
| A. Pfluger    | 21                | 0                 | 4                 | 0                 | 3                    | 2                    | 0                    | 0                    | 24       | 2      | 4           | 0          |
| K. Piljic     | 20                | 2                 | 1                 | 0                 | 3                    | 0                    | 1                    | 0                    | 23       | 2      | 2           | 0          |
| L. Pucks      | 4                 | 0                 | 0                 | 0                 | 0                    | 0                    | 0                    | 0                    | 4        | 0      | 0           | 0          |
| N. Räcke      | 14                | 0                 | 0                 | 0                 | 2                    | 0                    | 0                    | 0                    | 16       | 0      | 0           | 0          |
| S. Resing     | 0                 | 0                 | 0                 | 0                 | -                    | -                    | -                    | -                    | 0        | 0      | 0           | 0          |
| L. Reimöller  | -                 | -                 | -                 | -                 | -                    | -                    | -                    | -                    | -        | -      | -           | -          |
| A. Rieke      | 18                | 0                 | 3                 | 0                 | 3                    | 0                    | 0                    | 0                    | 21       | 0      | 3           | 0          |
| K. Sindermann | 2                 | -6                | 0                 | 0                 | 1                    | -1                   | 0                    | 0                    | 3        | -7     | 0           | 0          |
| B. Sterner    | 22                | 2                 | 1                 | 0                 | 3                    | 0                    | 0                    | 0                    | 25       | 2      | 1           | 0          |
| E. Touon      | 18                | 0                 | 6                 | 0                 | 2                    | 0                    | 1                    | 0                    | 20       | 0      | 7           | 0          |
| M. Walheim    | 0                 | 0                 | 0                 | 0                 | -                    | -                    | -                    | -                    | 0        | 0      | 0           | 0          |
| S. Winkler    | 20                | -36               | 0                 | 0                 | 2                    | -6                   | 0                    | 0                    | 22       | -42    | 0           | 0          |